# Hyposidra albomacularia
Hyposidra albomacularia är en fjärilsart som beskrevs av Pieter Cornelius Tobias Snellen 1881. Hyposidra albomacularia ingår i släktet Hyposidra och familjen mätare. Inga underarter finns listade i Catalogue of Life.